# Tilcara
San Francisco de Tilcara ou simplesmente Tilcara é uma cidade argentina localizada na província de Jujuy, capital do departamento de Tilcara. A população de Tilcara é formada por um pouco mais de 5500 habitantes (levantamento realizado em 2001).

## Geografia
Situada à 2465 metros acima do nível do mar se encontra próximo as margens do Rio Grande e à Rota Nacional n° 9 (RN-09). Está situada há 84 km ao norte de San Salvador de Jujuy. 

### Clima
O clima na região é bastante seco e é considerado frio pois a média anual de temperatura é em torno de 20°C. 

### Flora e Fauna
A flora é bastante pobre, pois a paisagem árida é composta por acacias, cáctus e pimenteiras e a fauna pouco diversificada onde existem guanaco, raposas e condores.

## Cultura
Considerada a capital arqueológica da Província de Jujuy, onde existem vários museus entre eles um pertecente ao Instituto Interdiciplinar de Tilcara, considerado o mais importante nos assuntos.
Umas das principais atrações de Tilcara, são as ruinas de Pucara de Tilcara, uma fortaleza construida no século XII pelos omaguacas. Hoje as ruinas estão sendo parcialmente reconstruída e são consideradas Monumento Nacional. 
A cidade de Tilcara é bastante rica em cultura, lá se encontram vários museus de pinturas, esculturas e o Museu do Carnaval onde pode conhecer ao folclore do povo local e suas cerimônias. O calendário de festivais na cidade é intenso, existem várias atrações culturais. As festas da Páscoa, o Festival Popular e o Festival de Pachamana, faz com que a cidade seja visitada o ano todo.